# Malpighia tomentosa
Malpighia tomentosa là một loài thực vật có hoa trong họ Malpighiaceae. Loài này được Pav. ex Moric. mô tả khoa học đầu tiên năm 1841.